# Helophorus (Helophorus)

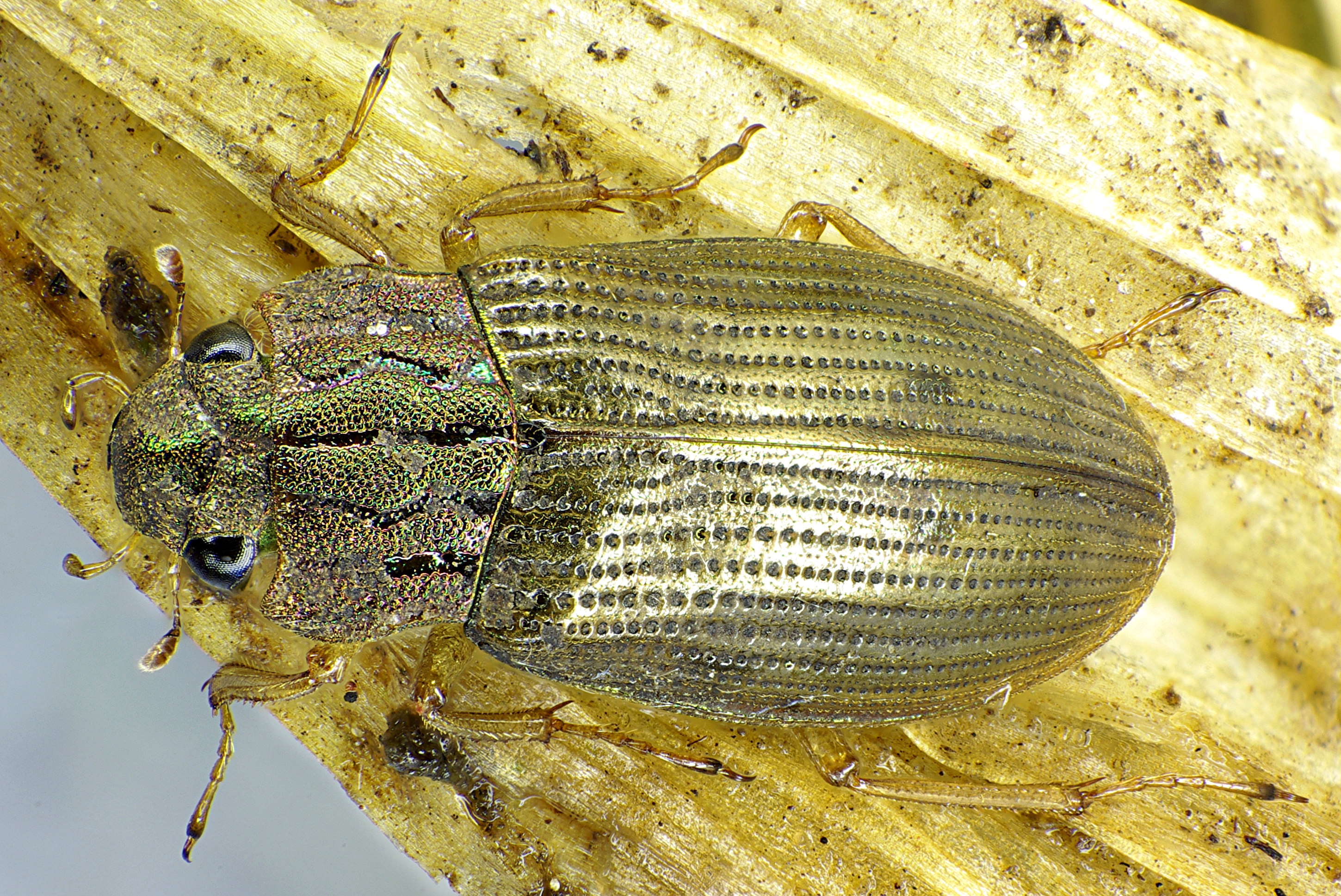
Helophorus grandis

Helophorus (Helophorus) lub Helophorus s.str. – podrodzaj chrząszczy z nadrodziny kałużnicokształtnych i rodzaju oguzek. Obejmuje około 16 opisanych gatunków.

## Morfologia
Chrząszcze o wydłużonym, mniej lub bardziej wypukłym ciele, w zarysie o mniej lub bardziej równoległych bokach z wyraźną, ale niezbyt mocną przerwą między przedpleczem a pokrywami. Ziarenkowanie głowy i przedplecza przybiera postać guzków, z których każdy na szczycie wyposażony jest w drobną, niezesztywniałą, pokładającą się szczecinkę osadzoną w dołku (punkcie). Głowa ma bruzdy szwu epikranialnego różnie wykształcone, ale zwykle o rozszerzonym ku przodowi trzonku. Przedplecze odznacza się obecnością siedmiu kompletnych, podłużnych, mniej lub bardziej zafalowanych rowków, z których dwa leżą na jego bocznych krawędziach. Mała tarczka ma zarys okrągławy ze ściętym przodem. Pokrywy mają na każdym międzyrzędzie pojedynczy, czasem nieregularny lub podwojony, szereg drobnych, niezesztywniałych, delikatniejszych niż na głowie i przedpleczu szczecinek. Brak jest na międzyrzędach wyraźnych guzków. U podstawy międzyrzędu pierwszego znajduje się wyraźny rządek przytarczkowy. Dziesiąty międzyrząd jest umiarkowanie kilowato wysklepiony, ku bokom nierozszerzony, nie tworzący właściwej pseuoepipleury, w związku z czym krawędź pokrywy jest widoczna patrząc od góry. Odnóża są przeciętnej długości, bez szeregów włosków pływnych, co najwyżej z bardzo słabo rozwiniętymi włoskami pływnymi na stopach. Odwłok ma pięć widocznych, wolnych sternitów (od trzeciego do siódmego) o równomiernej, pozbawionej guzków i dołków powierzchni, z których ostatni ma tylny brzeg zaokrąglony.

## Rozprzestrzenienie
Przedstawiciele podrodzaju zamieszkują krainę palearktyczną; tylko H. grandis zawleczony został do wschodniej nearktycznej części Ameryki Północnej. W Europie stwierdzono 10 gatunków, z czego 4 w Polsce.

## Taksonomia
Takson ten wprowadzony został w 1775 roku przez Johana Christiana Fabriciusa. W 1810 roku Pierre-André Latreille jego gatunkiem typowym wyznaczył  Silpha aquatica. W 1886 roku August Ferdinand Kuwert wprowadził nazwę rodzajową Megahelophorus, jednak David Sharp w 1915 wyznaczył jej gatunkiem typowym również Silpha aquatica, w związku z czym stanowi ona młodszy synonim dla Helophorus.
Do podrodzaju tego zalicza się 16 opisanych gatunków:
- Helophorus aequalis C.G. Thomson, 1868
- Helophorus aquaticus (Linnaeus, 1758)
- Helophorus bergrothi Sahlberg, 1880
- Helophorus grandis Illiger, 1798
- Helophorus hammondi Angus, 1970
- Helophorus jaechi Angus, 1995
- Helophorus khnzoriani Angus, 1970
- Helophorus kozlovi Zaitzev, 1908
- Helophorus liguricus Angus, 1970
- Helophorus manchuricus (Sharp, 1915)
- Helophorus maritimus Rey, 1885
- Helophorus milleri Kuwert, 1886
- Helophorus niger Sahlberg, 1880
- Helophorus occidentalis Angus, 1983
- Helophorus strandi Angus, 1970
- Helophorus syriacus Kuwert, 1885